# Nomada munda
Nomada munda är en biart som beskrevs av Cresson 1878. Nomada munda ingår i släktet gökbin, och familjen långtungebin. Inga underarter finns listade i Catalogue of Life.